# 마크 월버그
마크 로버트 마이클 월버그(영어: Mark Robert Michael Wahlberg, 1971년 6월 5일~)는 미국의 배우, 제작자, 사업가, 래퍼이다. 데뷔 초창기에는 마키 마크(Marky Mark)로 불렸으며, 1991년에는 미국의 힙합 밴드인 마키 마크 앤드 더 펑키 번치의 리더로서 활동하였다. 이후 영역을 확장하여 연기자로서 활동하고 있다.
《디파티드》(2006)로 2007년 제79회 아카데미상과 제64회 골든 글로브상의 남우조연상 후보에 동시에 올랐으며, 《파이터》(2010)로 2011년 제68회 골든 글로브상 남우주연상 후보에 지명되었다.

## 어린 시절
월버그는 1971년 6월 5일 매사추세츠주 보스턴의 도체스터 동네에서 태어났다. 그는 아홉 자녀 중 막내이다. 그의 형제인 로버트와 도니도 나중에 배우가 되었다. 부모님이 1982년에 이혼한 후, 월버그는 부모님과 시간을 나눠서 지냈다.
월버그는 13세에 학교를 중퇴하고 약물 남용 문제에 시달렸다. 1986년에서 1988년 사이에 월버그의 청소년 시절은 그가 인종 차별적 동기에 의한 공격의 가해자로 여겨지면서 불안정해졌다. 1986년 6월, 15세의 월버그는 돌을 던지고 인종차별적 욕설을 퍼부으며 흑인 아이들을 쫓아갔다. 2개월 후, 월버그가 피해자들의 시민권을 침해했다는 이유로 시민 소송이 제기되었다.
1988년 4월, 당시 16살이었던 월버그는 큰 나무 막대기로 베트남 전쟁 참전 용사를 때렸다. 같은 날 늦게 월버그는 또 다른 베트남 참전 용사인 조니 트린을 갑자기 펀치했다. 월버그는 나중에 체포되었으며, 두 베트남인을 폭행한 후 자신의 행동에 대해 전혀 뉘우치지 않았다. 나중에 밝혀진 바에 따르면 월버그는 폭행을 저지르는 동안 펜시클리딘을 복용하고 있었다. 초기 혐의는 살인 미수였지만 나중에 가중 폭행 및 구타로 축소되었다. 월버그는 비살상 무기로 가중 폭행, 마리화나 소지, 1986년에 받은 사전 시민권 가처분 명령을 위반한 형사적 모독 등 여러 혐의로 유죄 판결을 받았다. 그는 3개월 징역형을 선고받았으나 45일간 복역한 뒤 가석방되었다.

## 출연 작품

### 영화
- 르네상스 맨(1994) - 토미 리 헤이우드 역
- 바스켓볼 다이어리(1995) - 미키 역
- 페이탈 피어(1996) - 데이비드 매콜 역
- 부기 나이트(1997) - 에디 애덤스 역
- 여행자(1997, Traveller) - 팻 오하라 역
- 빅 히트(1998) - 멜빈 스마일리 역
- 쓰리 킹즈(1999) - 트로이 발로 역
- 커럽터(1999) - 대니 월리스 역
- 퍼펙트 스톰(2000) - 보비 섓퍼드 역
- 더 야드(2000) - 리오 핸들러 역
- 혹성탈출(2001) - 리오 데이비드슨 대위 역
- 록 스타(2001) - 크리스 "이지" 콜 역
- 찰리의 진실(2002) - 조슈아 피터스 역
- 이탈리안 잡(2003) - 찰리 크로커 역
- 아이 하트 헉커비스(2004) - 토미 콘 역
- 4 브라더스(2005) - 보비 머서 역
- 디파티드(2006) - 디그넘 경사 역
- 인빈서블(2006) - 빈스 퍼팔리
- 더블 타겟(2007) - 밥 리 스왜거 역
- 위 오운 더 나잇(2007) - 조지프 그루진스키 역
- 해프닝(2008) - 엘리엇 무어 역
- 맥스 페인(2008) - 맥스 페인 역
- 러블리 본즈(2009) - 잭 새먼 역
- 스탠바이 캅(2010) - 테리 호이츠 형사 역
- 파이터(2010) - 미키 워드 역
- 브로큰 데이트(2010) - 홀브룩 그랜트 역
- 스탠바이 캅(2010) - 테리 역
- 19곰 테드(2012) - 존 역
- 콘트라밴드(2012) - 크리스 패러데이 역
- 브로큰 시티(2013) - 빌리 태거트 역
- 투 건스(2013) - 스티그 역
- 론 서바이버(2013) - 마커스 러트럴 중사 역
- 페인 앤 게인(2013) - 대니얼 역
- 트랜스포머: 사라진 시대(2014) - 케이드 예이거 역
  - 트랜스포머: 최후의 기사(2017)
- 겜블러(2014) - 짐 베넷 역
- 대디스 홈(2015)
  - 대디스 홈 2(2017)
- 올 더 머니(2017) - 플래처 체이스 역
- 마일 22(2018)
- 인스턴트 패밀리(2019)
- 스펜서 컨피덴셜(2020) - 스펜서 역
- 인피니트(2021)
- 언차티드(2022) - 빅터 설리번 역
- 신부가 된 복서(2022) - 스튜어트 "스튜" 롱 신부 역
- 미 타임(2022)

### 텔레비전
- 안투라지(2004-10) - 본인 역
- 새터데이 나이트 라이브(2008) - 본인 역